# Associazione Calcio Riunite Messina 1981-1982
Questa pagina raccoglie le informazioni riguardanti l 'Associazione Calcio Riunite Messina nelle competizioni ufficiali della stagione 1981-1982.

## Rosa
| N. |                   | Ruolo | Calciatore           |
| -- | ----------------- | ----- | -------------------- |
|    | Italia (bandiera) | A     | Giampiero Alivernini |
|    | Italia (bandiera) | A     | Paolo Ameli          |
|    | Italia (bandiera) | P     | Francesco Anellino   |
|    | Italia (bandiera) | A     | Santo Aversa         |
|    | Italia (bandiera) | C     | Mario Belardi        |
|    | Italia (bandiera) | D     | Tommaso Bellinghieri |
|    | Italia (bandiera) | D     | Massimo Colaprete    |
|    | Italia (bandiera) | C     | Graziano Giangeri    |
|    | Italia (bandiera) | D     | Walter Giobbio       |
|    | Italia (bandiera) | C     | Gianclaudio Iannucci |

| N. |                   | Ruolo | Calciatore         |
| -- | ----------------- | ----- | ------------------ |
|    | Italia (bandiera) | C     | Leonardo Lenoci    |
|    | Italia (bandiera) | D     | Gaetano Longo      |
|    | Italia (bandiera) | D     | Agostino Maglio    |
|    | Italia (bandiera) | A     | Franco Marescalco  |
|    | Italia (bandiera) | C     | Francesco Massaro  |
|    | Italia (bandiera) | C     | Franco Mondello    |
|    | Italia (bandiera) | D     | Nicolò Napoli      |
|    | Italia (bandiera) | P     | Gaetano Nicolosi   |
|    | Italia (bandiera) | D     | Renato Oteri       |
|    | Italia (bandiera) | C     | Francesco Parisi   |
|    | Italia (bandiera) | D     | Vincenzo Ronzulli  |
|    | Italia (bandiera) | P     | Gino Rulli         |
|    | Italia (bandiera) | D     | Raffaele Santuccio |

## Risultati

### Campionato

#### Girone di andata
| 20 settembre 1981 1ª giornata | Turris | 0 – 0 | Messina |  |

| 27 settembre 1981 2ª giornata | Messina | 1 – 0 | Sorrento |  |

| 4 ottobre 1981 3ª giornata | Siracusa | 0 – 0 | Messina |  |

| 11 ottobre 1981 4ª giornata | Messina | 2 – 1 | Squinzano |  |

| 18 ottobre 1981 5ª giornata | Matera | 2 – 1 | Messina |  |

| 25 ottobre 1981 6ª giornata | Barletta | 1 – 0 | Messina |  |

| 1º novembre 1981 7ª giornata | Messina | 3 – 0 | Ercolanese |  |

| 8 novembre 1981 8ª giornata | Akragas | 2 – 0 | Messina |  |

| 15 novembre 1981 9ª giornata | Messina | 0 – 0 | Marsala |  |

| 22 novembre 1981 10ª giornata | Potenza | 1 – 1 | Messina |  |

| 29 novembre 1981 11ª giornata | Messina | 2 – 1 | Cosenza |  |

| 6 dicembre 1981 12ª giornata | Modica | 0 – 2 | Messina |  |

| 13 dicembre 1981 13ª giornata | Messina | 1 – 1 | Brindisi |  |

| 20 dicembre 1981 14ª giornata | Messina | 2 – 0 | Martina |  |

| 3 gennaio 1982 15ª giornata | Alcamo | 0 – 1 | Messina |  |

| 10 gennaio 1982 16ª giornata | Messina | 2 – 0 | Savoia |  |

| 17 gennaio 1982 17ª giornata | Monopoli | 1 – 0 | Messina |  |

#### Girone di ritorno
| 24 gennaio 1982 18ª giornata | Messina | 0 – 0 | Turris |  |

| 31 gennaio 1982 19ª giornata | Sorrento | 1 – 0 | Messina |  |

| 7 febbraio 1982 20ª giornata | Messina | 1 – 1 | Siracusa |  |

| 14 febbraio 1982 21ª giornata | Squinzano | 2 – 0 | Messina |  |

| 21 febbraio 1982 22ª giornata | Messina | 0 – 2 | Matera |  |

| 28 febbraio 1982 23ª giornata | Messina | 2 – 2 | Barletta |  |

| 7 marzo 1982 24ª giornata | Ercolanese | 2 – 1 | Messina |  |

| 21 marzo 1982 25ª giornata | Messina | 2 – 0 | Akragas |  |

| 28 marzo 1982 26ª giornata | Marsala | 1 – 1 | Messina |  |

| 4 aprile 1982 27ª giornata | Messina | 1 – 1 | Potenza |  |

| 18 aprile 1982 28ª giornata | Cosenza | 1 – 0 | Messina |  |

| 25 aprile 1982 29ª giornata | Messina | 1 – 0 | Modica |  |

| 2 maggio 1982 30ª giornata | Brindisi | 1 – 1 | Messina |  |

| 9 maggio 1982 31ª giornata | Martina | 1 – 1 | Messina |  |

| 16 maggio 1982 32ª giornata | Messina | 0 – 0 | Alcamo |  |

| Arbitro: | De Santis di Tivoli )Rm) |

| |            | |
| 13' Schettini (rig.) | Marcatori  | 26' Jannucci |
| Sulli; Puma (58' Margiotta); Pierini; Cafaro; Facciorusso; Bellopede; Di Stefano; Culotti (67' di Stefano); Qualano; Schettino; Monaldo. | Formazioni | Anellino; Longo; Bellinghieri; Mondello (52' Massaro); Colaprete; Oteri; Marescalco; Lenoci; Jannucci (52' Belardi); Parisi; Napoli. |

| Arbitro: | Balsamo di Paola (Cs) |

| |            | |
| G. Alivernini 64’ | Marcatori  | [Manari] 80’ |
| Anellino; Longo; Napoli; Mondello; Colaprete (53' Giangeri); Oteri; Marescalco (72' Maglio); Parisi; Jannucci; Massaro; Alivernini. | Formazioni | Stenta; Esposito; Bruni; Joshe (66' Lanci); Spaziani (72' Volarig); Armenise; Giusto; Mormile; Orsi; Manari; Todaro. |